# ロッド・ローレン
ロッド・ローレン（Rod Lauren、1940年3月20日 - 2007年7月11日）は、アメリカ合衆国の俳優。

## 出演作品
- ガン・ホーク
- 赤い野獣